# 加布里埃莱·奇米尼
加布里埃莱·奇米尼（義大利語：Gabriele Cimini，1994年6月9日—），意大利男子击剑运动员。他曾代表意大利参加2020年夏季奥林匹克运动会击剑比赛男子团体重剑项目，获得第七名。